# Euthalia pseuderiphyle
Euthalia pseuderiphyle är en fjärilsart som beskrevs av Hans Fruhstorfer 1913. Euthalia pseuderiphyle ingår i släktet Euthalia och familjen praktfjärilar. Inga underarter finns listade i Catalogue of Life.